# William Schallert
Pour les articles homonymes, voir Schallert.
William Joseph Schallert est un acteur américain, né le 6 juillet 1922 à Los Angeles (Californie) et mort le 8 mai 2016 à Pacific Palisades (Los Angeles) (Californie).

## Filmographie

### Au cinéma
- 1947 : Doctor Jim : George Brant
- 1947 : La Fière Créole (The Foxes of Harrow) : Philadelphia Banker
- 1949 : Monsieur Joe (Mighty Joe Young) : Gas Station Attendant
- 1949 : Les Désemparés (The Reckless Moment) : lieutenant
- 1950 : Perfect Strangers : Jury Selection Committee Man
- 1950 : Lonely Heart Bandits (en) : Dave Clark
- 1951 : La Belle du Montana (Belle Le Grand) d'Allan Dwan : Clerk
- 1951 : La Charge victorieuse (The Red Badge of Courage) : Union Soldier
- 1951 : The Man from Planet X : Dr Mears
- 1951 : M : sujet du test de Rorschach
- 1951 : Le peuple accuse O'Hara (The People Against O'Hara) : Intern with Ambulance
- 1951 : Bannerline : Reporter
- 1952 : Chantons sous la pluie (Singin' in the Rain) : Messenger on Screen
- 1952 : Rose of Cimarron : Gold Bullion Guard
- 1952 : Au royaume des crapules (Hoodlum Empire) de Joseph Kane : Inquiry Clerk
- 1952 : Paula
- 1952 : Storm Over Tibet : Aylen
- 1952 : Holiday for Sinners
- 1952 : Sally and Saint Anne
- 1952 : Captive Women (en) de Stuart Gilmore : Carver
- 1952 : L'Escadrille de l'enfer (Flat Top) : Ens. Longfellow
- 1952 : Invasion U.S.A. (en) : Third Newscaster
- 1952 : The Jazz Singer : Assistant Stage Manager
- 1953 : Torpedo Alley
- 1953 : Sword of Venus : Valmont
- 1953 : The Girls of Pleasure Island
- 1953 : Port Sinister : Collins
- 1954 : Les Révoltés de la cellule 11 (Riot in Cell Block 11) : reporter
- 1954 : Le Trésor du Capitaine Kidd (Captain Kidd and the Slave Girl) de Lew Landers : prêtre à la pendaison
- 1954 : Gog (en) : Engle
- 1954 : Des monstres attaquent la ville (Them!) : Ambulance Attendant
- 1954 : Écrit dans le ciel (The High and the Mighty) : Dispatcher
- 1954 : Le Raid (The Raid) d'Hugo Fregonese : soldat rebelle
- 1954 : Le Bouclier du crime (Shield for Murder) : Asst. Dist. Atty. Andy Tucker
- 1954 : Le Maître du monde (Tobor the Great) de Lee Sholem : Johnston, un reporter
- 1954 : L'Assassin parmi eux (Down Three Dark Streets) d'Arnold Laven : Ben, Gas Station Attendant
- 1954 : Mardi, ça saignera (Black Tuesday) : Collins
- 1955 : Le Fleuve de la dernière chance (Smoke Signal) : soldat Livingston
- 1955 : An Annapolis Story : l'instructeur de Tony
- 1955 : Top of the World : capitaine Harding
- 1955 : Bobby Ware Is Missing : Dispatcher
- 1955 : Hell's Horizon : capitaine Ben Morgan
- 1956 : Glory : invité à la fête
- 1956 : Le Justicier solitaire (The Lone Ranger) de Stuart Heisler : Clive (le secrétaire du gouverneur)
- 1956 : La Proie des hommes (Raw Edge) de John Sherwood : un pasteur
- 1956 : La Loi des armes (Gunslinger) : marshal Scott Hood
- 1956 : La Loi du Seigneur (Friendly Persuasion) : le jeune mari
- 1956 : Écrit sur du vent (Written on the Wind) : Jack Williams (reporter)
- 1957 : L’Homme qui rétrécit (The Incredible Shrinking Man) : Dr Arthur Bramson
- 1957 : La Robe déchirée (The Tattered Dress) de Jack Arnold : Court Clerk
- 1957 : The Girl in the Kremlin : Jacob Stalin
- 1957 : L'Esclave libre (Band of Angels) : Union lieutenant
- 1957 : Man on Fire : Charles, Court Stenographer
- 1957 : Le Salaire du diable (Man in the Shadow) de Jack Arnold : Jim Shaney
- 1957 : L'Histoire de l'humanité (The Story of Mankind) : Earl de Warwick
- 1957 : La Cité pétrifiée (The Monolith Monsters) : présentateur météo
- 1958 : La Ronde de l'aube (The Tarnished Angels) : Ted Baker
- 1958 : Juvenile Jungle : figurant
- 1958 : Cri de terreur (Cry Terror!) : Henderson, Bank Representative
- 1958 : La Dernière Torpille (Torpedo Run) : Randy, Skipper of the 'Bluefin'
- 1958 : Comme un torrent (Some Came Running) : Al (jewelry store clerk)
- 1959 : Les Beatniks
- 1959 : Blue-jeans (en) (Blue Denim) : vice-président
- 1959 : La Chevauchée des bannis (Day of the Outlaw) : Preston
- 1959 : Confidences sur l'oreiller (Pillow Talk) : Hotel clerk
- 1960 : Le Héros du Pacifique (en) (The Gallant Hours) de Robert Montgomery : capitaine Thomas G. 'Tom' Lamphier Jr
- 1962 : Seuls sont les indomptés (Lonely Are the Brave) : Harry (soft-spoken radio operator)
- 1962 : Paradise Alley : Jack Williams
- 1963 : Shotgun Wedding : The Minister
- 1963 : Philbert (Three's a Crowd) : Griff M.
- 1967 : Dans la chaleur de la nuit (In the Heat of the Night) : le maire Webb Schubert
- 1967 : Sept Secondes en enfer (Hour of the Gun) : le juge Herman Spicer
- 1968 : Will Penny, le solitaire (Will Penny) : Dr Fraker
- 1968 : À plein tube (Speedway) : Abel Esterlake
- 1969 : Sam Whiskey le dur (Sam Whiskey) : Mr. Perkins (mint superintendent)
- 1969 : L'Ordinateur en folie (The Computer Wore Tennis Shoes) : professeur Quigley
- 1970 : Le Cerveau d'acier (Colossus: The Forbin Project) : Grauber, directeur de la CIA
- 1972 : Peege (en) : Père
- 1972 : The Trial of the Catonsville Nine : Juge
- 1973 : Tuez Charley Varrick ! (Charley Varrick) : Bill Horton, le shérif de San Miguel
- 1975 : L'Homme le plus fort du monde (The Strongest Man in the World) de Vincent McEveety : Quigley
- 1976 : Tunnel Vision (en) de Neal Israel et Bradley R. Swirnoff : Francis X. Cody
- 1979 : Un vrai schnock (The Jerk) : le juge M.A. Loring
- 1980 : Space Connection (Hangar 18) : professeur Mills
- 1983 : La Quatrième Dimension (Twilight Zone: The Movie) : Père (Sketch no 3)
- 1984 : Gremlins : père Bartlett
- 1984 : Ras les profs ! (Teachers), de Arthur Hiller : Horn
- 1985 : David and Goliath (vidéo) (voix)
- 1987 : L'Aventure intérieure (Innerspace) : Dr Greenbush
- 1988 : Appel d'urgence (Miracle Mile) : un client du café
- 1991 : House Party 2 : Dean Kramer
- 1993 : Panic sur Florida Beach (Matinee) : Dr Grabow, DDS
- 1993 : Beethoven 2 (Beethoven's 2nd) : l'animateur du concours de hamburger
- 2005 : Lincoln's Eyes : Abraham Lincoln (voix)
- 2009 : Green Lantern : Le Complot (Green Lantern: First Flight) : Appa Ali Apsa (voix)

### À la télévision
- 1953 : Commando Cody: Sky Marshal of the Universe (en) (série) : Ted Richards
- 1956 : Massacre at Sand Creek : Defense Attorney at Court-Martial
- 1959 : Au nom de la loi  : saison 2 épisode 15 (Chain Gang) : Link Damon
- 1960 : The Gambler, the Nun and the Radio : Dr Milling
- 1963 : Best of Patty Duke : Martin Lane
- 1967 : Max la Menace (Get Smart, saison 2, épisode 29, A Man Called Smart (Part 2)) : l'amiral Harold Harmon Hargrade
- 1967 : Star Trek (série) : épisode Tribulations : sous-secrétaire Nilz Baris
- 1967 et 1968 : Les Mystères de l'Ouest (The Wild Wild West), de Michael Garrison (série)
  - La Nuit de la Constitution (The Night of the Bubbling Death), Saison 3 épisode 1, de Irving J. Moore (1967) : Silas Grigsby
  - La Nuit des Jeux dangereux (The Night of the Gruesome Games), Saison 4 épisode 5, de Marvin J. Chomsky (1968) : Rufus Kraus
  - La Nuit de la Terreur ailée - 1re partie (The Night of the Winged Terror - Part 1), Saison 4 épisode 15, de Marvin J. Chomsky (1968) : Frank Harper
  - La Nuit de la Terreur ailée - 2e partie (The Night of the Winged Terror - Part 2), Saison 4 épisode 16, de Marvin J. Chomsky (1968) : Frank Harper
- 1968 : Saturday Adoption : Meridan
- 1970 : Two Boys : William Beckett
- 1971 : Escape : Lewis Harrison
- 1972 : Man on a String : William Connaught
- 1973 : Partners in Crime : Oscar
- 1973 : Hijack : Frank Kleiner
- 1974 : Remember When : Dick Hodges
- 1974 : These Are the Days (série) (voix)
- 1974 : Death Sentence : Tanner
- 1975 : Promise Him Anything : Silver
- 1976 : Dawn: Portrait of a Teenage Runaway : Harry
- 1976 : The Nancy Walker Show (série) : Teddy Futterman
- 1977 : La Chasse aux sorcières (Tail Gunner Joe) : général Zwicker
- 1977 - 1979 : The Hardy Boys/Nancy Drew Mysteries : Carson Drew
- 1978 : The Stableboy's Christmas : The Innkeeper
- 1978 - 1979 : Les Quatre Filles du docteur March (Little Women) : révérend Jonathan March
- 1979 : Les Légendes des Super–Héros (Legends of the Superheroes) : Retired Man / Scarlet Cyclone
- 1979 : Ike (feuilleton) : général Mark Clark
- 1979 : Blind Ambition (feuilleton) : Herbert Kalmbach
- 1979 : La Petite Maison dans la prairie (Little House on the prairie, saison 6, épisode 6, Le Pasteur se marie) : révérend Dean Russell Harmon
- 1981 : Les Schtroumpfs (Smurfs) (série) (voix)
- 1983 : Grace Kelly : père Tucker
- 1983 : À l’œil nu (Through Naked Eyes) : Terry Parrish
- 1984 : Les Amazones (Amazons) : Stanford Barstow
- 1985 : Gidget's Summer Reunion (en) : Russ Lawrence
- 1986 : Nord et Sud 2 (feuilleton) : général Robert E. Lee
- 1986 : Under the Influence : Cade
- 1986 : Houston: The Legend of Texas : narrateur
- 1986 : The New Gidget (série) : Russell 'Russ' Lawrence
- 1988 : Bring Me the Head of Dobie Gillis : M. Pomfritt
- 1988 : Les Orages de la guerre (War and Remembrance) (feuilleton) : Harry Hopkins
- 1989 : La Croix de feu (Cross of Fire)
- 1990 : The Incident : Wallace
- 1991 : Santa Barbara (feuilleton) : Roger Wainwright n°2
- 1991 : Held Hostage: The Sis and Jerry Levin Story : Landrum Bolling
- 1991 : Des souvenirs plein la vie (Mrs. Lambert Remembers Love) : shériff
- 1993 : Star Trek: Deep Space Nine,  Saison 2, épisode 10 Sanctuary : Musicien Bajoran
- 1994 : Shake, Rattle and Rock! : le juge Boone
- 1997 : To Dance with Olivia : le juge Shelton
- 1997 : La Seconde Guerre de Sécession (The Second Civil War) : le secrétaire à la Défense
- 1998 : À chacun son fantôme (Harvey) : le juge Gaffney
- 1999 : The Patty Duke Show: Still Rockin' in Brooklyn Heights : Martin Lane
- 2006 : Earl (My name is Earl) - Saison 2, épisode 10 : Dr Rudin
- 2008 : True Blood - Saison 1, épisode 5 : le maire Norris (et saison 5)